# 世嘉飒美控股
世嘉飒美控股（Sega Sammy Holdings Inc.，東證1部：6460）是2004年世嘉和飒美合并而成的日本控股公司。
2003年双方进行重组合并，期间虽然受到南梦宫阻碍破局，但双方仍然在年底达成协议。世嘉和飒美都参与街机业务（世嘉的电子游戏，飒美的柏青哥），世嘉还以游戏机系统闻名。

舊標誌